# ان‌جی‌سی ۵۳۳
ان‌جی‌سی ۵۳۳ (انگلیسی: NGC 533) نام یک کهکشان بیضوی در صورت فلکی نهنگ است.